# Resmi Resmiev
Resmi Resmiev (in bulgaro Ресми Ресмиев?; Sofia, 19 giugno 1947 – novembre 2020) è stato uno sciatore alpino bulgaro.

## Biografia
Sciatore polivalente, Resmiev partecipò ai Mondiali di Val Gardena 1970, dove si classificò 65º nella discesa libera, 78º nello slalom gigante e 27º nella combinata, e agli XI Giochi olimpici invernali di Sapporo 1972, dove si piazzò 45º nella discesa libera, 37º nello slalom gigante, 29º nello slalom speciale e 9º nella combinata disputata in sede olimpica ma valida solo per i Mondiali 1972. Non debuttò in Coppa del Mondo.